# Melaab
Melaab (em árabe: ملعب) é uma comuna localizada na província de Tissemsilt, Argélia. Sua população estimada em 2008 era de 3 447 habitantes.